# Boiu Mare
Boiu Mare (en hongrois Nagybúny) est une commune roumaine du județ de Maramureș, dans la région historique de Transylvanie et dans la région de développement du Nord-Ouest.

## Géographie
Boiu Mare est située dans le sud du județ, à la limite avec le județ de Sălaj, à 47 km de Baia Mare, la préfecture, sur la route DJ 109G qui relie Mesteacăn à Târgu Lăpuș.
La compose se compose des villages de Boiu Mare (616 habitants en 2002), de Frâncenii Boiului (80 habitants en 2002), de Prislop (479 habitants en 2002) et de Românești (101 habitants en 202).

## Démographie
En 1910, la commune comptait 1 907 Roumains (96,8 % de la population).
En 1930, les autorités recensaient 1 934 Roumains (98,4 %) ainsi qu'une petite communauté juive de 38 personnes (1,9 %) qui fut exterminée par les Nazis durant la Seconde Guerre mondiale.
En 2002, la commune comptait 1 274 Roumains.
| 1880  | 1900  | 1910  | 1930  | 1956  | 1977  | 1992  | 2002  | 2007  |
| ----- | ----- | ----- | ----- | ----- | ----- | ----- | ----- | ----- |
| 1 948 | 2 034 | 1 971 | 1 964 | 1 932 | 1 732 | 1 455 | 1 276 | 1 195 |

## Économie
L'économie de la commune est basée sur l'agriculture et l'exploitation des nombreuses forêts.